# Kartenausrichtung

Windrose

Die Kartenausrichtung beschreibt, welche Richtung „oben“ auf der geografischen Karte ist. Moderne Karten sind meist nach Norden ausgerichtet. Erkennbar ist die Ausrichtung an einem Nordpfeil oder einer Windrose. Die Beschriftung von Orten erfolgt unabhängig von der Kartenausrichtung meist waagrecht. Die Beschriftung von Straßen, Flüssen oder Bergrücken folgt deren Verlauf. Die Bezeichnung der Kartenausrichtung erfolgt meistens in Englisch.

## North-up

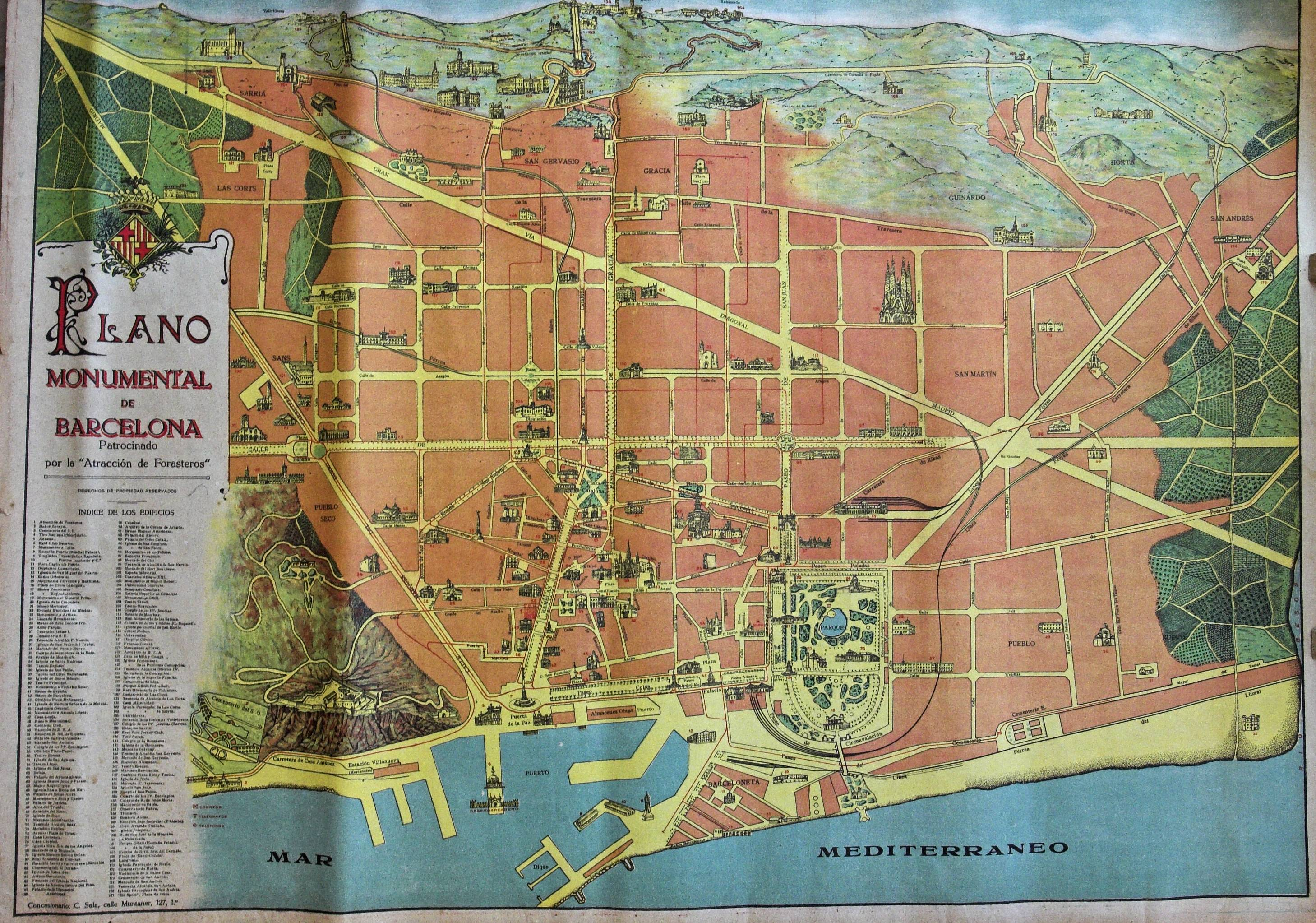
Selbst moderne Karten von Barcelona (hier: 1920) sind nach Nordwest ausgerichtet

Bei „North-up“ liegt Norden oben auf der Karte. Moderne Kartenwerke sind meist nach Norden ausgerichtet. Die Längenkreise (Meridiane) verlaufen mehr oder weniger senkrecht von oben nach unten, und die Breitenkreise mehr oder weniger waagrecht von links nach rechts, je nach Abbildung der Erdkugel auf die Papier-Fläche (Kartenprojektion). Die Beschriftung entspricht der gewohnten Leserichtung von links nach rechts, also von Westen nach Osten. Die Karte behält immer die gleiche Lage. 
Die Nordung von Karten wird allerdings erst im 19. Jahrhundert zur Konvention. Mittelalterliche Karten sind häufig geostet (dem Orient zugewandt → orientiert). Mit Beginn der systematischen Vermessung werden Karten häufig gesüdet, bisweilen geben aber auch örtliche geografische Gegebenheiten eine Ausrichtung vor, z. B. eine Küsten- oder Gebirgslinie. So sind selbst moderne Stadtpläne von Barcelona wegen des diagonalen Straßenrasters, der Gebirgs- und Küstenlinie in aller Regel nach Nordwest ausgerichtet.

## Course-up
Bei „Course-up“ wird die Karte so ausgerichtet, dass der zu fahrende Kurs oben auf der Karte ist. Der Kurs ist die Richtung der Luftlinie vom Start zum Ziel. Das Ziel liegt also oben auf der Karte. Der Vorteil ist, dass das Ziel immer oben ist, auch bei Kursänderungen. Dadurch behält die Karte über eine Wegstrecke immer dieselbe Lage. Und wenn die Fahrtrichtung mit dem Kurs übereinstimmt, sieht man auf der Karte dasselbe, wie wenn man nach vorne aus dem Fenster schaut. Nachteilig ist, dass bei einer Kursänderung das Kartenbild nicht mehr mit dem Blick nach vorne übereinstimmt.
„Course-up“ erfordert Daten über die Richtung zum Ziel in elektronischer Form, mit denen dann die Ausrichtung der Karte gesteuert wird.

## Head-up

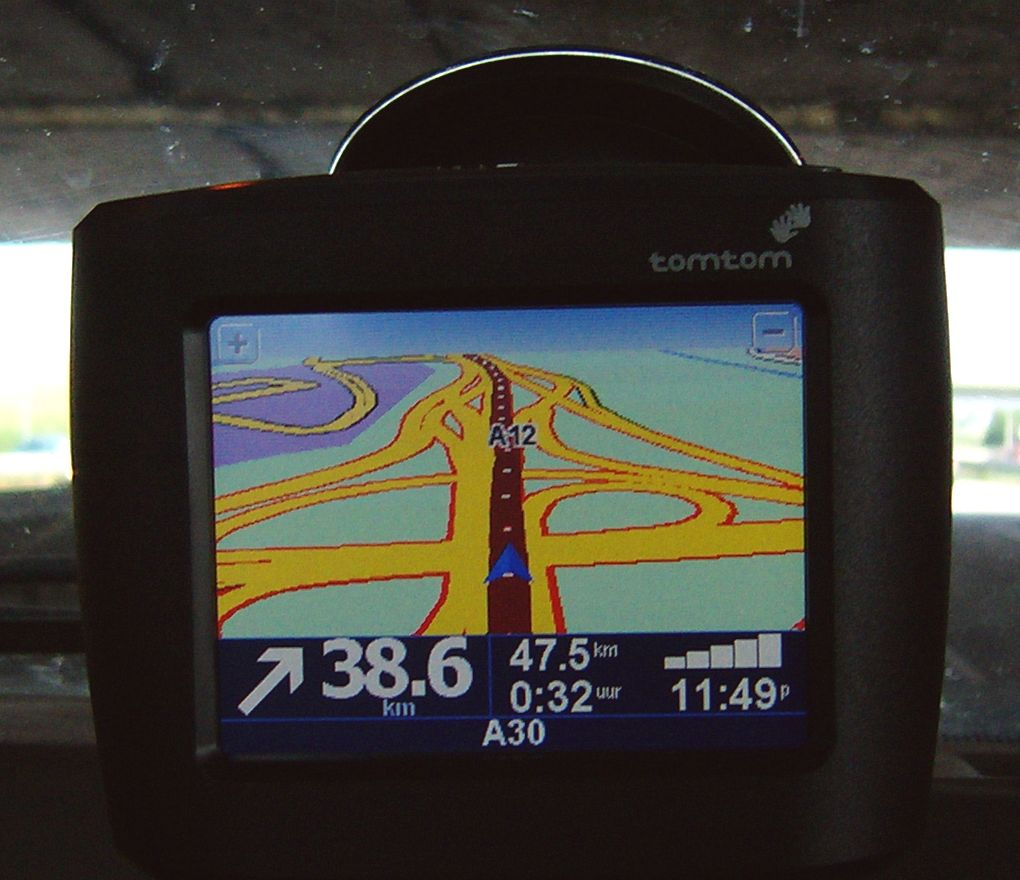
Ziel oben

Bei „Head-up“, zeigt die nicht stabilisierte (siehe: Course-Up/North-up) Vorausrichtung zum oberen Ende des Bildschirms. Die Karte ist in Bewegungsrichtung ausgerichtet. Sobald das Fahrzeug also die Fahrtrichtung ändert, dreht sich die Karte entsprechend. Der Vorteil ist, dass man auf der Karte genau das sieht, wie wenn man nach vorne aus dem Fenster schaut. Als Nachteil dreht die Karte aber bei jeder Richtungsänderung hin und her und ist dadurch sehr unruhig und schwer zu lesen.
„Head-up“ erfordert Kurs-Daten in elektronischer Form, mit denen dann die Ausrichtung der Karte gesteuert wird.
Auto-Navigationsgeräte verwenden oft „Head-up“ und können dadurch eine „Autobahn-Ansicht“ zeigen. Radar-Geräte auf Schiffen verwenden selten die „Head-up“-Anzeige, da diese nicht stabilisiert ist und somit die Echos auf dem Bildschirm mit jeder Schiffsbewegung verschwimmen.
Die „Head-up“-Kartenausrichtung soll nicht verwechselt werden mit dem Head-up-Display, bei dem z. B. Piloten wichtigen Informationen in ihr Sichtfeld projiziert werden (siehe auch: Erweiterte Realität).

## Kombination von Head-up und Course-up
Wanderer mit Papierkarten benutzen oft eine Mischung zwischen „Head-up“ und „Course-up“. Dabei drehen sie die Karte so, dass der Weg in Geh-Richtung ausgerichtet ist, ungefähr mit Blick zum Ziel.
Moderne Navigationsgeräte verwenden „Head-up“ und zeigen gleichzeitig die „Richtung zum Ziel auf der Luftlinie“ (Kurs) als Pfeil an. Dieser dreht sich dann mit der Karte mit, beispielsweise bei einer 270°-Autobahnanschlussstelle, und bietet so eine optische Prüfung der Richtigkeit des gefahrenen Weges.

## Andere Ausrichtung

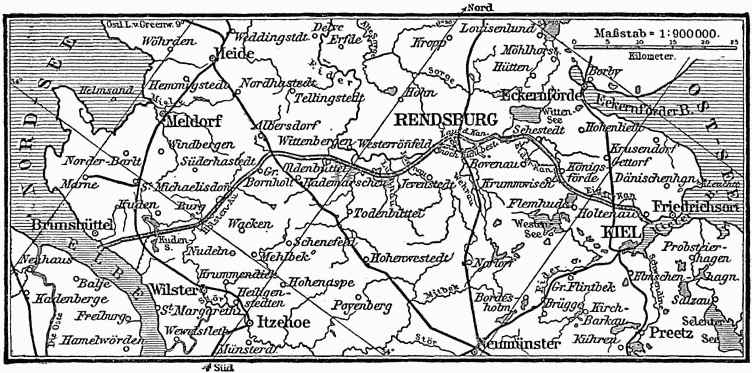
Karte des Nord-Ostsee-Kanals, in NW-Ausrichtung

Spezialkarten sind oft am darzustellenden Objekt ausgerichtet. Wenn beispielsweise ein Fluss oder Kanal von Nordosten nach Südwesten verläuft, dann verläuft er auf einer nach Norden ausgerichteten Karte diagonal von rechts oben nach links unten. Eine Karte könnte aber auch so gezeichnet werden, dass die Flusslinie waagrecht gezeigt wird. Oben wäre dann Nordwest, die Karte wäre dann also nach Nordwesten ausgerichtet. Beispiel ist die historische Karte des Nord-Ostsee-Kanals.

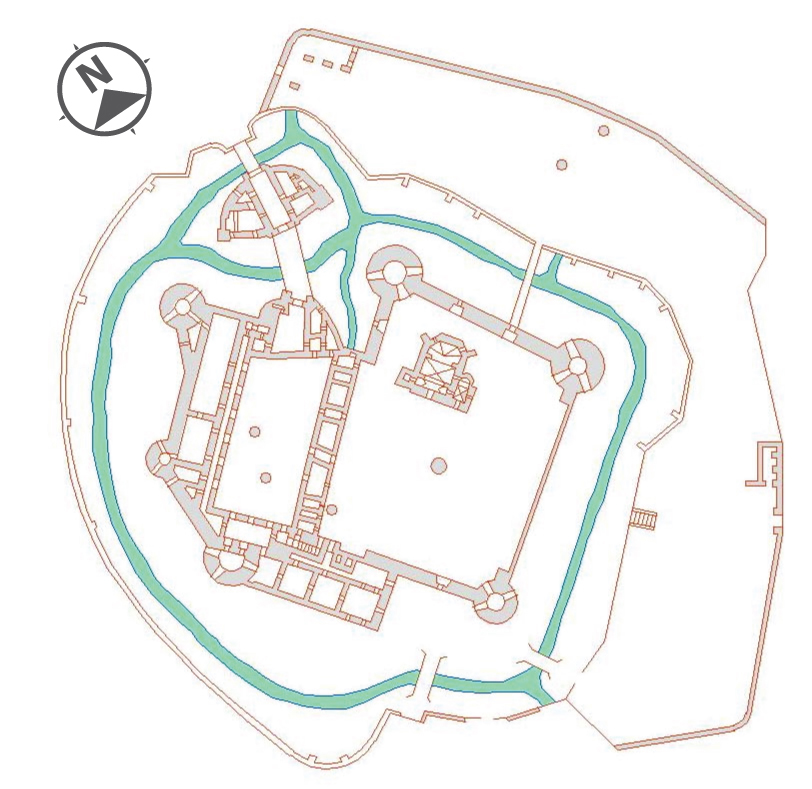
Plan einer Burg

Pläne von Gebäuden sind meist so ausgerichtet, dass ihre Mauern senkrecht und waagrecht auf dem Plan erscheinen. Um die Ausrichtung zu erkennen, wird ein Nordpfeil hinzugefügt.

## Geografisch und magnetisch Nord
Die Kartenausrichtung bezieht sich immer auf den geografischen Nordpol. Der Kompass reagiert aber auf Magnetfelder und zeigt die Richtung zum magnetischen Südpol. Diese Abweichung nennt man Deklination. Je nach Gebiet sind diese Abweichungen unterschiedlich groß und verändern sich über die Jahre. Diese Abweichungen und deren Änderung werden auf analogen Karten zusätzlich vermerkt.